# リングワンダリング
リングワンダリング（和製英語：ring wandering）またはリングワンデルング（和製ドイツ語: Ringwanderung）、輪形彷徨（りんけいほうこう）、環形彷徨（かんけいほうこう）は、人が方向感覚を失い、無意識のうちに円を描くように同一地点を彷徨い（）歩くことをいう。

## 概要

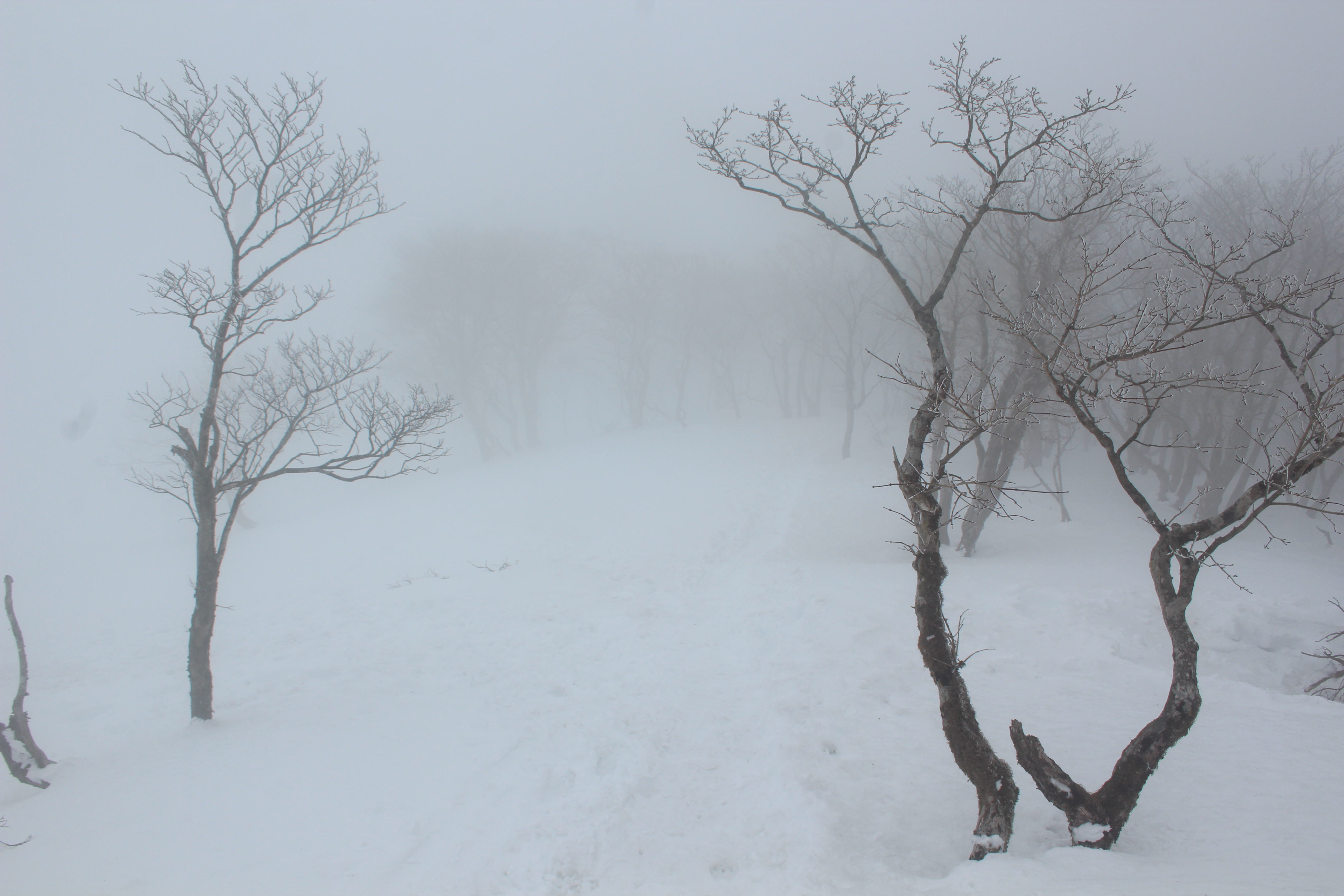
積雪期の平らな山頂部で視界不良となったリングワンダリングを起こしやすい状況の一例

リングワンダリングとは、原文の通り円形に彷徨い歩くことをいう。
方向感覚を失った際に進行方向が常に同じ向きに修正されるために起こる。ランドマークが無いなど目的物が目に見えない時や視界を奪われた時、方向感覚を地理的条件以外で失った時などに、この現象は加速される。
これは平坦な場所で、吹雪や霧、闇夜などによって視界を失うことで促進され、砂漠や平野、平原、雪山登山での遭難の原因ともなっている。
原因として脚の利きのほか、道中で負った障害、骨格の歪みや左右の脚の長さの違い、靴が合わない、個人の癖などが挙げられているが、これらは昔からある俗説のようである。
日本では西欧と異なり広く平坦な場所が少なく、輪形を形成したという報告例は少ないが、輪形を形成しなくとも、日本では山林が多く見晴らしが悪い状態が続きやすいため、道に迷う原因となる時がある。
この現象のことを、「狐狸に化かされた」と呼んでいた地域や時代もある。山歩きに限らず、何か目標を失うことがあったら、無理せず停滞して視界が晴れるのを待つのが良いとされる。

## 文芸
- 夢野久作『猟奇歌』